# Moise Kean
Moise Bioty Kean (mɔis kin; Vercelli, 28 de febrer de 2000) és un futbolista professional italià que juga com a davanter per l'ACF Fiorentina italiana i per l'equip nacional italià.
Kean va començar la seva carrera amb la Juventus el 2016, guanyant el doblet italià en la seva primera temporada al club. Va passar la següent temporada cedit a l'Hellas Verona abans de tornar a la Juventus la següent temporada, i va guanyar un altre títol de la Serie A el 2019. L'agost d'aquell any, va fitxar per l'Everton anglès. Actualment, i des del 2024 juga a l'ACF Fiorentina.
A nivell internacional, Kean va debutar amb la selecció italiana absoluta el 2018. És el jugador més jove en haver marcat amb Itàlia en un partit de competició.